# Christina Moore
Christina Moore (Palatine, Illinois, 12 de abril de 1973) es una actriz estadounidense. Es más conocida por su participación en el reparto principal de comediantes de MADtv, reemplazando a Lisa Robin Kelly como Laurie Forman en That '70s Show, durante la sexta temporada, e interpretando a Candy Sullivan en el programa de TNT Hawthorne.

## Primeros años
Christine Moore nació en Palatine, Illinois. Se interesó en actuar desde joven en la iglesia de su familia al involucrarse con los programas de canto y actuación.
Cuando estaba en la secundaria, estuvo de gira con una compañía de teatro musical de niños a lo largo de la ciudad de Chicago.
El primer trabajo profesional de Moore fue en Evansville, Indiana, donde participó en la obra Young Abe: the Abraham Lincoln Boyhood Outdoor Musical Drama. Sus créditos teatrales incluyen papeles en producciones teatrales de Annie, Cinderella y Big River.

## Carrera
Después de graduarse de la Illinois Wesleyan University School en Teatro de Artes, Moore se mudó a Los Ángeles para perseguir su carrera de actuación. Sus créditos en televisión incluyen The Bad Girl's Guide e Hyperion Bay. Tuvo papeles recurrentes en Pasadena y Unhappily Ever After, con apariciones en 24, Just Shoot Me, Friends, y Suddenly Susan.

### MADtv
Moore se unió al elenco del programa televisivo de sketches de comedia MADtv en 2002, como intérprete durante la octava temporada. Moore se destacó por sus parodias de Christina Aguilera, Shannon Elizabeth, Sharon Stone, Trista Rehn y Brittany Murphy. Morre es uno de los antiguos miembros del elenco de MADtv en unirse al elenco de That '70s Show. El otro exalumno de MADtv es Josh Meyers, que interpretó a Randy Pearson en That '70s Show durante su última temporada.

### Otros proyectos
Moore apareció en la serie de comedia Married with Children en el rol de una "mujer hermosa" en el episodio "Twisted" (1996). Dejó MADtv al terminar la octava temporada para unirse al elenco de That '70s Show. Reemplazó a Lisa Robin Kelly como Laurie Forman durante la sexta temporada del programa. En 2005, protagonizó la serie de televisión Hot Properties, la cual tuvo sólo trece episodios. Moore también protagonizó Without a Paddle y Complete Guide to Guys, de Dave Barry. Moore también apareció en Two and a Half Men como Cynthia Sullivan en el episodio "The Soil is Moist" (2008). Moore interpretó a la amante de Alan Harper en Two and a Half Men. En 2008, comenzó un papel en 90210 como Tray Clark, la madre sexy y traviesa de Naome Clark. Moore también narró varios audiolibros, incluyendo Young Wizards y Yellow Star. Luego, comenzó a formar parte del elenco de la serie de TNT Hawthorne, interpretando a Candy Sullivan.

## Vida personal
El 5 de julio de 2008, Moore se casó con el actor John Ducey. Moore fue una inversora y dueña de Easy Street Motorsports. Moore es el miembro fundador de Bitches Funny.

## Filmografía
| Cine          | Cine                       | Cine                                      | Cine                                  |
| Año           | Título                     | Papel                                     | Notas                                 |
| ------------- | -------------------------- | ----------------------------------------- | ------------------------------------- |
| 1997          | The Sore Losers            | Cliente del J-Wags                        |                                       |
| 1998          | Second Skin                | N/A                                       |                                       |
| 2004          | Without a Paddle           | Butterfly                                 |                                       |
| 2005          | The Bad Girl's Guide       | Sarah                                     |                                       |
| 2002          | Complete Guide to Guys     | Elaine                                    |                                       |
| 2007          | Delta Farce                | Karen                                     |                                       |
| 2011          | Born to Race               | Sra. Parker                               | Directamente a video                  |
| 2012          | Searching for Fortune      | Emily                                     |                                       |
| 2012          | Sperm Donor                | Donador de esperma                        |                                       |
| 2012          | Serial Dater               | N/A                                       | Cortometraje                          |
| 2018          | Dirt                       | Glenda Raddon                             | Productora                            |
| 2018          | Stuck                      | Sra. Montgomery                           |                                       |
| 2020          | Lady Driver                | Jessie Lansing Dickson                    |                                       |
| 2020          | Roped                      | Patty Peterson                            |                                       |
| 2020          | Wheels of Fortune          | Chrissy Davis                             | Productora                            |
| Televisión    |                            |                                           |                                       |
| Año           | Título                     | Papel                                     | Notas                                 |
| 1996          | Beverly Hills, 90210       | Sexy Anchor                               |                                       |
| 1996          | Married... with Children   | Gorgeous Woman                            |                                       |
| 1997          | The Burning Zone           | Tracy                                     |                                       |
| 1997          | Wings                      | Terri                                     |                                       |
| 1997          | The Sore Losers            | Cliente del J-Wags                        |                                       |
| 1997          | Silk Stalkings             | Susan Henderson                           |                                       |
| 1997          | Fired Up                   | Betsy                                     |                                       |
| 1997          | Almost Perfect             | Jenny                                     |                                       |
| 1998          | Unhappily Ever After       | Cherri                                    |                                       |
| 1998          | The Drew Carey Show        | Court Reporter                            |                                       |
| 1998          | Friends                    | Marjorie                                  |                                       |
| 1998          | Conrad Bloom               | Allison                                   |                                       |
| 1998          | Hyperion Bay               | Amy Sweeny                                |                                       |
| 1998, 2000    | Suddenly Susan             | Heather (1998), Elizabeth Macstone (2000) |                                       |
| 2000          | Just Shoot Me!             | Colleen                                   |                                       |
| 2001          | Seven Days                 | Dr. Grace Weiman                          |                                       |
| 2001          | Family Law                 | Jennifer Cooke                            |                                       |
| 2001          | Walking Shadow             | Jocelyn Colby                             |                                       |
| 2001          | Pasadena                   | Jayleen Richards                          |                                       |
| 2002          | 24                         | Dana                                      |                                       |
| 2002-2003     | MADtv                      | Varios personajes                         | Elenco principal                      |
| 2003-2004     | That '70s Show             | Laurie Forman                             | Miembro recurrente                    |
| 2005          | Hot Properties             | Emerson Ives                              |                                       |
| 2008          | Women's Murder Club        | Drew Kaplan                               | Estrella invitada                     |
| 2008          | Two and a Half Men         | Cynthia Sullivan                          | Estrella invitada                     |
| 2008-2009     | 90210                      | Tracy Clark                               | Elenco recurrente                     |
| 2009-presente | Hawthorne                  | Candy Sullivan                            | Elenco principal                      |
| 2009          | Sonny With A Chance        | Tammi Hart                                |                                       |
| 2010          | Burn Notice                | Isabella Corvino                          |                                       |
| 2011-2015     | Jessie                     | Christina Ross                            | Papel recurrente                      |
| 2017          | BUNK'D                     | Christina Ross                            | Invitada                              |
| 2016-2017     | Mr. Student Body President | Renee Helfrick                            | Principal; 12 episodios               |
| 2017-2019     | Claws                      | Mandy Heiser                              | 8 episodios                           |
| 2017          | Drive Share                | Mamá de Hannah                            | Episodio: "Marry Me?"                 |
| 2017          | Marlon                     | Miss Frye                                 | Episodio: "Career Day"                |
| 2019          | The Unicorn                | Lizzie                                    | Episodio: "Breaking Up Is Hard to Do" |